# Jacopo Tasso
Jacopo Tasso (Longarone, 23 ottobre 1808 – Treviso, 10 aprile 1849) è stato un patriota italiano.

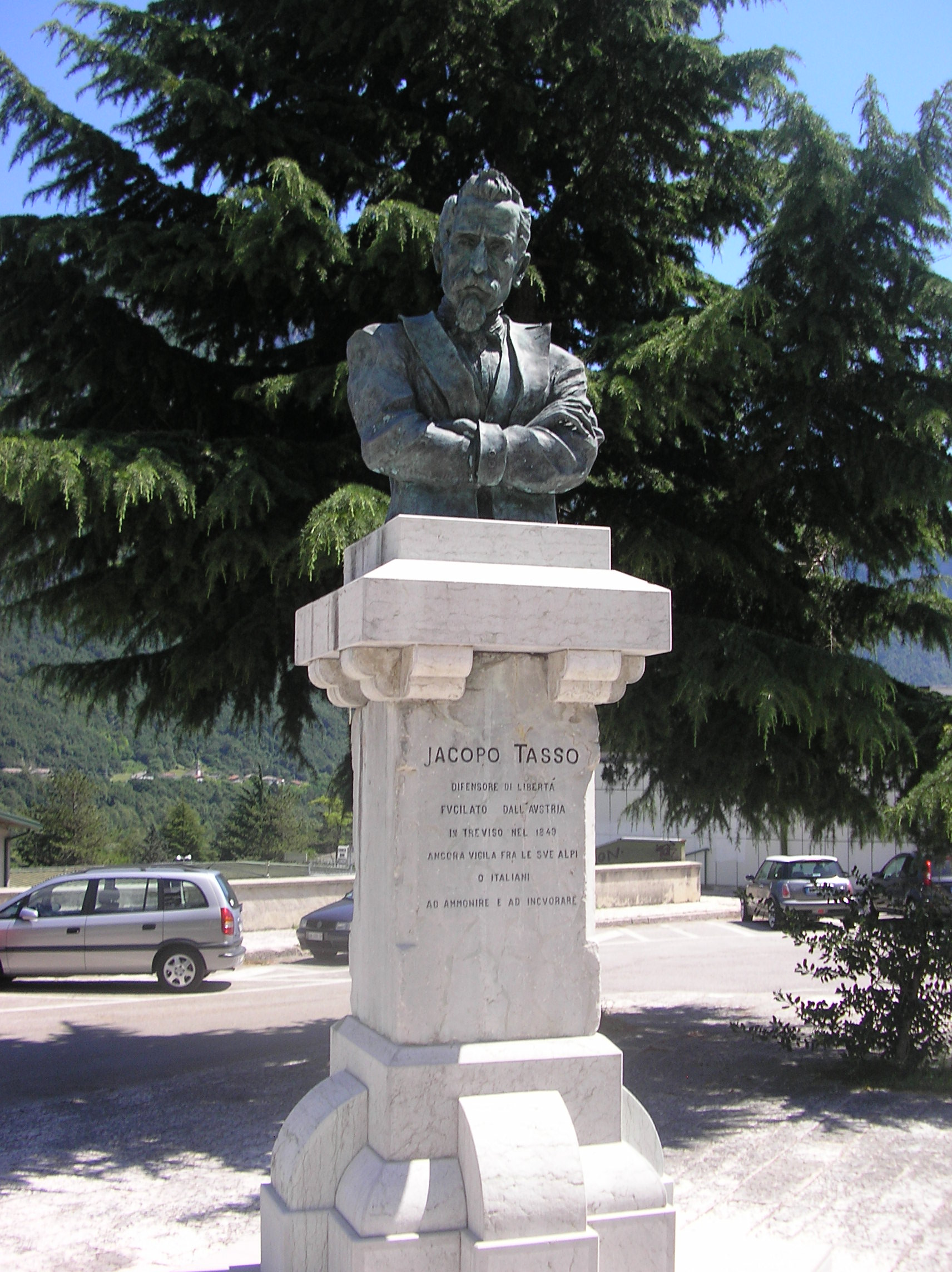
Il busto di Jacopo Tasso come rimane sulla rinnovata statua a Longarone.

Avvocato Bellunese, di idee mazziniane, contribuì alla difesa della Repubblica Veneziana di Manin e Calvi del 1849 inviando a Venezia volontari Bellunesi. Scoperta la sua attività clandestina, gli austriaci lo fucilarono il 10 aprile 1849 sotto il Bastione di Santa Sofia a Treviso.

## Biografia
Nasce a Longarone il 23 ottobre 1808 da una famiglia che coltivava sentimenti patriottici.
Alla fine degli anni venti la famiglia si trasferisce a Padova, dove lui si iscrive a giurisprudenza entrando in contatto con la carboneria e potendo approfondire le idee del Mazzini. Si associa alla "Giovane Italia".
Nel 1832 si laurea ed intraprende la professione di avvocato a Belluno.
In quel periodo è attivista nei gruppi di dissenso dall'Austria, radunando patrioti e rivoluzionari sino ad organizzare la sommossa del marzo del 1848.
Rientrati gli Imperiali a Belluno, il Tasso va esule a Venezia.
Ha il battesimo del fuoco nello sfortunato scontro di Cornuda e, dopo Custoza, torna a Belluno.
Riaperto lo studio, diviene il principale referente della lotta all'Austria nel Bellunese e segretamente invia uomini e mezzi a Venezia per favorire così la resistenza della Repubblica.
Ad uno di questi uomini la polizia austriaca sequestra una lettera autografa del Tasso, che viene così arrestato il 9 gennaio 1849 e condannato all'impiccagione dal tribunale militare di Treviso, con pena successivamente trasformata in fucilazione.
Raffaello Barbiera nel 1918 descrive il giorno dell'esecuzione nelle pagine delle notizie biografiche del Tasso in "Ricordo delle terre dolorose":
Jacopo Tasso, accompagnato da due preti, seguiva quei volontari del patibolo, in una carrozza. Era pallido, ma austero. Aveva un fazzoletto bianco al collo, annodato sulla nuca.
Fra le mani, che non tremavano, teneva una corona del rosario. Nel cammino, i preti, a bassa voce gli raccomandavano l'anima. Davanti alla casa Giacomelli, sulla riva del Sile, di fianco al cosiddetto "Portello " erano fermi due medici che aspettavano la grazia dell'Imperatore. Uno di essi era pronto a cavar sangue dall'infelice, nel caso che la grazia fosse giunta, e che, per scemare gli effetti di una forte emozione allo sventurato, si fosse resa necessaria (secondo la pratica d'allora) quella piccola operazione. Ma la grazia non venne.
Arrivata la carrozza sul campo dell'esecuzione, si ferma. Jacopo Tasso ne discende; i preti continuano a raccomandargli l'anima a Dio: egli alza le braccia. Appena finite le preghiere, il "profosso" gli benda gli occhi col fazzoletto e lo fa inginocchiare. Il condannato ricompone con mano ferma il fazzoletto per nasconderai meglio la luce agli occhi. Un prete, che gli sta accanto intona il "Credo " e ad ogni parola si allontana di un passo. All'amen il "profosso" spezza una bacchetta che ha in pugno. Allora sei caporali allineati in faccia al martire, sparano: egli cade ucciso. Uno dei volontari ("cappellini") corre sopra al cadavere per tirargli un colpo di pistola o per insultarlo; ma il suo capitano lo ferma, lo oltraggia e, con uno spintone lo butta a terra.
Nella notte stessa Jacopo Tasso fu sepolto in quel campo, là dov'era caduto, coi vestiti che aveva indosso, entro una cassa di legno; ma siccome questa era corta per la lunga persona, i becchini militari con tutta forza vi si gettarono sopra e ve la costrinsero aggruppandola. Nessun segno sulla fossa. Su quel piano si esercitarono a lungo le truppe austriache alle manovre.»

## Curiosità
A Treviso, sotto il bastione di Santa Sofia, dove il Tasso è stato fucilato, è posto un cippo che recita:
 Sul retro del cippo si legge: 
QUI RICOLLOCATO NEL I CENTENARIO 1949.»
A Belluno, in via del Cansiglio, è posta una targa che recita:
CHE LO FUCILARONO A TREVISO IL DÌ 10 APRILE 1849 PERCHÉ PROCACCIAVA VOLONTARI ALLA DIFESA DI VENEZIA ---  DISTRUTTA DALL'INVASORE IL 10 SETTEMBRE 1918 --- RIPRISTINATA DAI CITTADINI IL 20 SETTEMBRE 1919»
Longarone, gli aveva innalzato un monumento, opera di Urbano Nono, inaugurato il 10 settembre 1911; travolto dal disastro del Vajont, di questo monumento furono recuperati il basamento e la testa, oggi restaurato ad opera di Gianni Pezzei e collocato nell'omonima piazza il 20 maggio 2000.